# Natasha Braier
Natasha Braier (* 11. Dezember 1974 in Buenos Aires) ist eine argentinische Kamerafrau.

## Leben
Braier besuchte in den Jahren 1983 bis 1986 die Art School. Instituto Vocational De Arte in Argentinien. Von 1990 bis 1992 absolvierte sie einen Bachelor-Studiengang im Bereich der Fotografie (Still Photography BA. Escuela de Fotografia Creativa). Dem folgte ihr Kameraarbeit-Master an der National Film and Television School in Großbritannien von  1998 bis 2001. In den 1990er Jahren und bis 2005 war sie als Kamerafrau hauptsächlich an Kurzfilmen beteiligt. Im Anschluss verlagerte sich ihr Schwerpunkt auf Kinoproduktionen. Außerdem ist sie im Werbebereich und für Musikvideos tätig.

## Filmografie (Auswahl)
- 2006: Glue
- 2007: XXY
- 2008: Malick Sidibé – Dolce Vita Africana (Dokumentarfilm)
- 2009: Eine Perle Ewigkeit (La teta asustada)
- 2010: Alles koscher! (The Infidel)
- 2013: Beziehungsweise New York (Casse-tête chinois)
- 2014: The Rover
- 2016: The Neon Demon
- 2018: Gloria – Das Leben wartet nicht (Gloria Bell)
- 2019: Honey Boy
- 2022: She Said

## Auszeichnungen (Auswahl)
American Society of Cinematographers Award
- 2020: Nominierung für den Spotlight Award (Honey Boy)[3]

Manaki Brothers Film Festival
- 2009: Auszeichnung (Eine Perle Ewigkeit)

Robert
- 2017 Auszeichnung für die Beste Kameraarbeit (The Neon Demon)